# 陳棟 (嘉靖進士)
陈栋（1537年—1572年），字隆之，號吉所，江西南昌人，明朝政治人物，嘉靖乙丑探花。

## 生平
嘉靖四十年（1561年）辛酉科江西鄉試第六十六名舉人。嘉靖四十四年（1565年）中式乙丑科會試第一，殿試登一甲第三名進士。本年三月授翰林院编修，丁忧归。隆庆四（1570年）十月復除原职，隆庆五年（1571年）出任会试主考官。六年（1572年）二月升任右春坊右赞善兼检讨，侍奉东宫。同年六月去世。

## 家族
曾祖陳進國；祖父陳亢初；父陳光，典史封编修。母宗氏，封孺人。兄柯（庠生）、弟梁、椿、桂、栢、桢、模、楹、梅、植，俱庠生。
孫陳以玉、以珏、以瑄、以璨、以珉、以玠、以璘、以玙。

## 延伸阅读
[在维基数据编辑]